# Universidad de Hiroshima
La Universidad de Hiroshima (広島大学, Hiroshima Daigaku, abreviado como 広大 Hirodai), en las ciudades japonesas Hiroshima y Higashi-Hiroshima, fue establecida en 1929 por la fusión de varias instituciones educativas.

## Historia

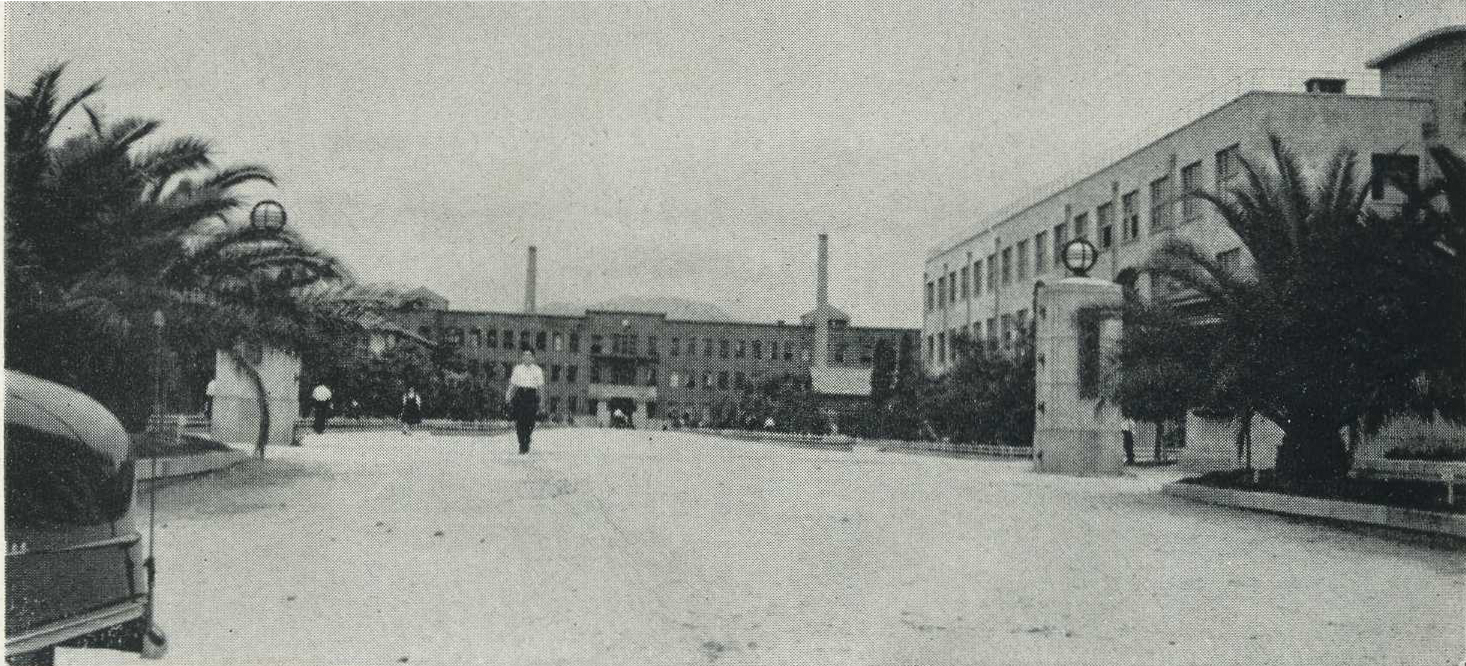
Universidad de Hiroshima en 1955

Bajo la Ley de Fundación de Escuelas Nacionales, la Universidad de Hiroshima fue creada el 31 de mayo de 1949. Después de la Segunda Guerra Mundial, el sistema escolar en Japón fue reformado y cada una de las instituciones de educación superior bajo el sistema de la preguerra fue reorganizada. Como regla general, una universidad nacional se fundó en cada prefectura, y la Universidad de Hiroshima se convirtió en una universidad nacional bajo el nuevo sistema, al combinar las instituciones de educación superior de la preguerra en la prefectura de Hiroshima.
La nueva universidad combinaba ocho instituciones: la Universidad de Ciencia y Literatura de Hiroshima, la Escuela de Educación Secundaria de Hiroshima, la Escuela de Educación de Hiroshima, la Escuela de Mujeres de Educación Secundaria de Hiroshima, la Escuela de Educación Juvenil de Hiroshima, la Escuela Técnica Superior de Hiroshima, y la Escuela Técnica Superior Municipal de Hiroshima. Hacia 1953, el Colegio Médico de la Prefectura de Hiroshima se añadió a la nueva Universidad de Hiroshima.
Algunas de estas instituciones ya eran notorias desde antes. Sobre todo la Escuela de Educación Secundaria de Hiroshima, fundada en 1902, tenía un lugar reconocido como uno de los dos centros nacionales para el entrenamiento de profesores de escuelas medias. La Universidad de Ciencia y Literatura de Hiroshima fue fundada en 1929 como una universidad nacional y, junto con la Escuela de Educación Secundaria de Hiroshima que estaba originalmente afiliada a esta, era altamente reconocida.
La Universidad de Hiroshima actual, la cual fue creada a partir de estas dos instituciones, junto con otras tres instituciones de entrenamiento de maestros del “sistema viejo”, continúa manteniendo una posición importante entre las universidades y colegios de Japón. La Escuela Técnica Superior de Hiroshima, de la cual muchos alumnos terminan trabajando en la industria de fabricación, fue fundada en 1920, y fue promovida como un Colegio Técnico (Senmon Gakko) en 1944. La Escuela Superior de Hiroshima fue fundada en 1923 como una de las escuelas superiores de la preguerra, y preparaba a los estudiantes para las universidades imperiales y otras que eran apoyadas por el gobierno. Aunque estas instituciones sufrieron mucho daño debido al bombardeo atómico sobre Hiroshima el 6 de agosto de 1945, se reconstruyeron y fueron combinadas para dar lugar a la nueva Universidad de Hiroshima. Las escuelas de posgrado se crearon en 1953. Luego de la reconstrucción, para tener un campus más amplio, se planeó la reubicación al área de Higashihiroshima en 1972. La Universidad de Hiroshima se reubicó en Higashihiroshima desde la Ciudad de Hiroshima entre 1982 y 1995. En la Ciudad de Hiroshima, todavía hay algunos campus (la Escuela de Medicina, la Escuela de Odontología, la Escuela de Ciencias Farmacéuticas y la Escuela de Posgrado en el Campus Kasumi, y la Escuela de Derecho y el Centro de Investigación del Sistema Económico Regional en el Campus Higashi-Senda).

## Escuelas y Escuelas de Posgrado

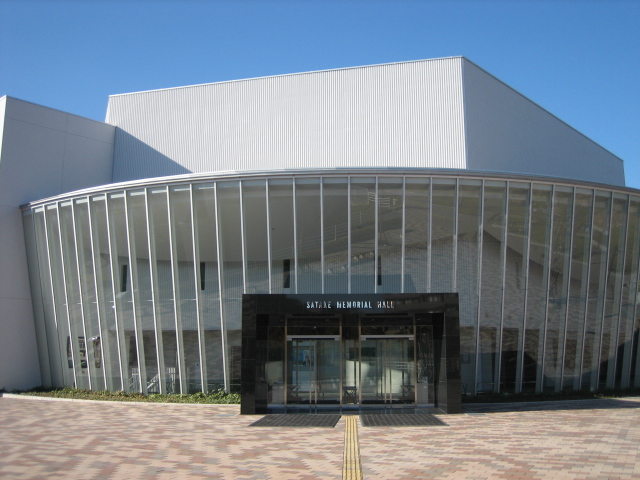
Satake Sala conmemorativa en la Universidad de Hiroshima (en la Ciudad Higashihiroshima)

### Escuelas
- Escuela de Derecho
- Escuela de Economía
- Escuela de Letras
- Escuela de Educación
- Escuela de Artes y Ciencias Integradas
- Escuela de Ingeniería
- Escuela de Ciencia
- Escuela de Medicina
- Escuela de Odontología
- Escuela de Ciencias Farmacéuticas
- Escuela de Ciencias Biológicas Aplicadas

### Escuelas de Posgrado
- Escuela de Posgrado de Ciencias de la Materia Avanzada
- Escuela de Posgrado de Ciencias Biomédicas y de Salud
- Escuela de Posgrado de Ciencia de la Biósfera
- Escuela de Posgrado de Educación
- Escuela de Posgrado de Ingeniería
- Escuela de Posgrado de Artes y Ciencias Integradas
- Escuela de Posgrado de Desarrollo y Cooperación Internacional
- Escuela de Posgrado de Letras
- Escuela de Posgrado de Ciencia
- Escuela de Posgrado de Ciencias Sociales
- Escuela de Derecho

## Institutos de Investigación
- Jardín Botánico Natural de Miyajima
- Instituto de Investigación Sobre Biología y Medicina de Radiación
- Instituto para la Ciencia de la Paz
- Instituto de Investigación para la Educación Superior

## Campus
- Campus Higashi-Hiroshima, Kagami-yama 1-chome, Higashihiroshima
- Campus Kasumi, 1-2-3, Kasumi, Minami-ku, Hiroshima
- Campus Higashisenda, 1-1-89, Higashi-senda-machi, Naka-ku, Hiroshima